# Neochasmus umbellus
Neochasmus umbellus är en plattmaskart. Neochasmus umbellus ingår i släktet Neochasmus och familjen Cryptogonimidae. Inga underarter finns listade i Catalogue of Life.